# Martynov
Martynov ou Martynoff (masculin ; Мартынов, féminin ; Мартынова) est un patronyme russe. Il est le dérivé de « Martyn » et aurait été adopté en l'honneur de Saint-Martin.
La famille Martynov est une ancienne famille de la noblesse russe, persécutée pendant la révolution d'Octobre en 1917. 

## Histoire

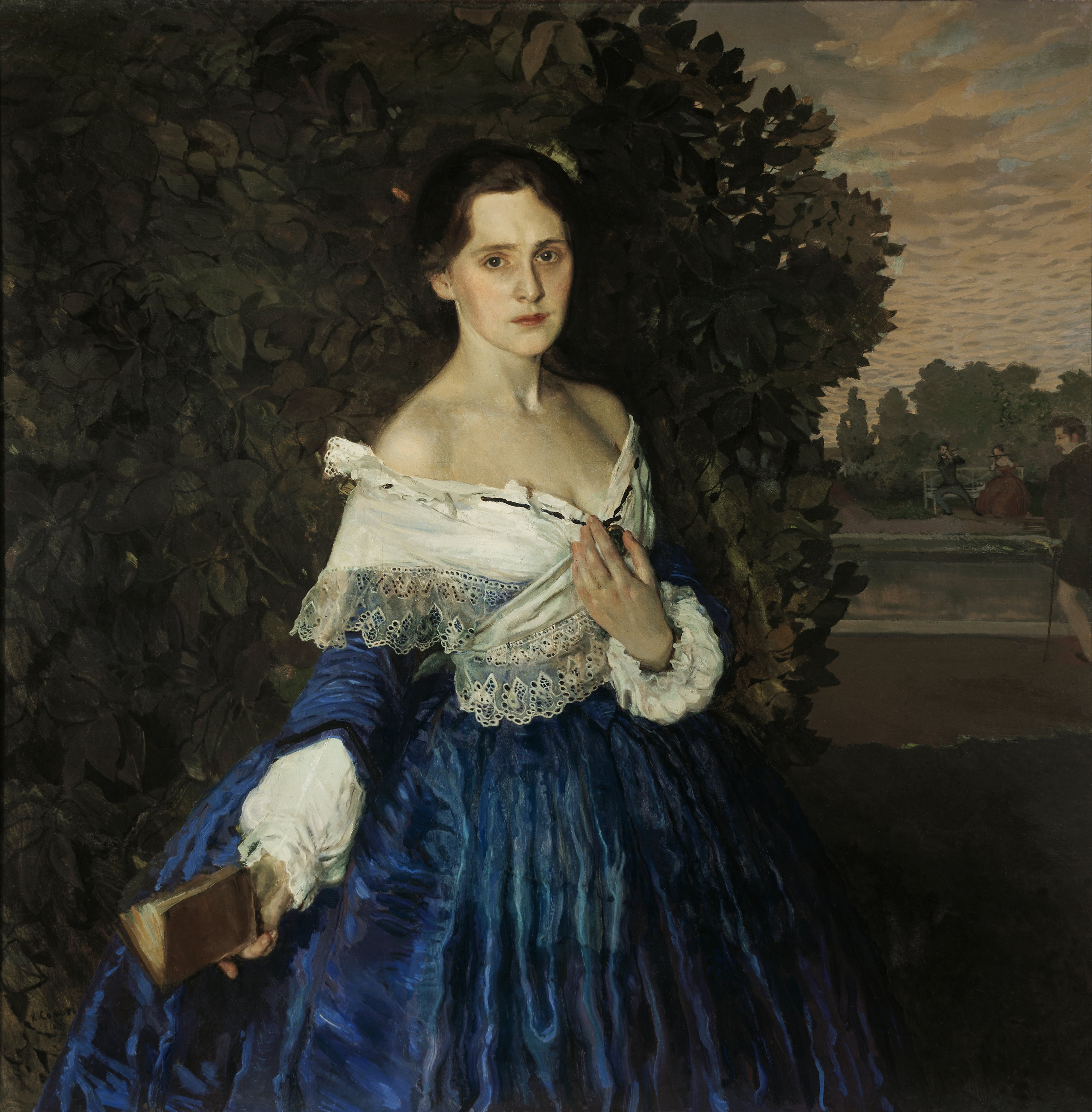
"La Dame en Bleu" : Portrait de Elizaveta Martynova, peint par Constantin Somov

Les Martynov, une famille de boyards, s’établissent en Russie[D'où ?] en 1460. Savva Martynov était un émigré  qui fut demandé par le Grand-Prince de Moscou Vassili II. Ce dernier lui donna des terres à Rzhev-Vladimirov. 
En 1573, Ivan et Fyodor Martynov faisaient partie des Opritchniki du tsar Ivan Le Terrible. 
Vers la fin du 18e siècle, les Martynov intègrent les rangs de l'aristocratie russe et leurs membres occupèrent alors de nombreux postes de commandement au sein de l'armée et du gouvernement. Ils possédaient des terres dans les régions du Caucase, de Saratov, de Penza et de Riazan. 
Le poète Lermontov est mort lors d'un duel l'opposant à Nikolai Solomonovich Martynov.
Les Martynov, comme de nombreux aristocrates russes, sont suspectés et persécutés durant la révolution bolchévique. Ils sont dépossédés de leurs biens et, pour beaucoup d'entre eux, envoyés en Sibérie. Certains membres réussissent à émigrer en France, à Paris et en Provence.
La princesse Altinaï de Monténégro, fille de l'actuel prétendant au trône du Monténégro, le prince Nikola Petrović-Njegoš, a épousé un membre de cette famille, le pianiste et violoniste russe Anton Martynov en mai 2009. Leur fils Nikolaï est l'héritier présomptif du trône de Monténégro.

## Patronymes
Porté par plusieurs personnalités (ordre chronologique):
- Andreï Martynov (1762-1815), général russe et ataman des cosaques du Don ;
- Andreï Efimovitch Martynov (1768-1826), peintre paysagiste ;
- Ivan Martynov (1771-1833), botaniste russe ;
- Pavel Petrovitch Martynov (1782-1838), adjudant-général de l'empereur Nicolas Ier, commandant de la forteresse Pierre-et-Paul et de la ville de Saint-Pétersbourg ;
- Nikolai Petrovitch Martynov (1794-1838), lieutenant-général et sénateur ;
- Elizabeth Solomonovna Martynova (1812-1891), interprète des poèmes d'Alexandre Pouchkine en italien ;
- Nikolaï Solomonovich Martynov (1815-1875), major-général qui tua Lermontov en 1841 ;
- Natalia Solomonovna Martynova (1819-1884), femme la plus riche de Russie de son époque ;
- Nikolaï Martinov (ru) (1842-1913), peintre, aquarelliste et graphiste russe qui réalisa des copies des fresques de Église de la Transfiguration-du-Sauveur-sur-Néréditsa ;
- Dmitri Martynov (1850-après 1917), sénateur russe, gouverneur de Varsovie, Dnipropetrovsk et de Moguilev ;
- Alexandre Martynov (1865-1935), homme politique menchevik ;
- Andreï Martynov (1879-1938), paléontologue et entomologiste russe ;
- Elizaveta Martynova (1868 - 1904), peintre russe plus connue pour avoir été le modèle des tableaux de Constantin Somov, Ossip Braz et Philippe Maliavine ;
- Leonid Martynov (1905-1980), poète et traducteur russe ;
- Andreï Martynov, acteur soviétique (voir La 359e section) ;
- Vladimir Martynov (1946-), compositeur russe ;
- Daria de Martynoff (1947-), autrice-compositrice-interprète ;
- Iekaterina Martynova (1986-), athlète russe, spécialiste du 800 mètres et du 1500 mètres ;
- Irina Martynova (1987-), joueuse russe de volley-ball.